# Vieze Asbak
Vieze Asbak is een Nederlandse dj en muziekproducent.

## Biografie
Vieze Asbak is een dj die sinds 2020 nummers uitbrengt uit het genre memetechno. Hij maakte deze stijl van muziek om mensen te laten lachen. Vieze Asbak brak door met het nummer Meet Her At The Love Parade. Daarnaast had hij ook nog succes met het nummer Lekkere boterham (met Natte Visstick).
In 2022 richtte Vieze Asbak samen met andere memetechno-artiesten Natte Visstick, Offensief, Krabi, Gladde Paling, Opgekonkerd en Dikke Baap een collectief op, genaamd het Pestcore Collectief. De aanleiding voor de oprichting was een mail van muzieklabel Cloud 9 Music die was uitgelekt waarin werd opgeroepen om ook nummers uit hetzelfde genre uit te brengen.  Om te voorkomen dat te makkelijk en te snel geld mee kon worden verdiend en de authenticiteit te waarborgen, besloot Vieze Asbak met zijn collega's het collectief op te richten.
Vieze Asbak heeft meerdere samenwerkingen met Joost Klein, zoals Wachtmuziek (sped up) en Friesenjung (sped up).
Vieze Asbak heeft 3,3 miljoen maandelijkse luisteraars op het platform Spotify. Hij brengt zijn muziek anoniem uit en blijft daarom, net als de meeste dj's uit het genre, anoniem. Zowel de eigennaam als de geboortedatum van Vieze Asbak zijn niet bekend.

## Discografie
- Meet Her At The Love Parade" (2021)
- "Ameno" (2021)
- "Ratata" (2022)
- "Wachtmuziek (Sped Up)" (2022)
- "Drankstand" (2022)
- "Whatever" (2022)
- "Lekkere Boterham" (2022, samen met Natte Visstick)
- "Friesenjung (Sped Up)" (2023)